# Bedford Hills
Bedford Hills – jednostka osadnicza w Stanach Zjednoczonych, w stanie Nowy Jork, w hrabstwie Westchester.